# Garaż

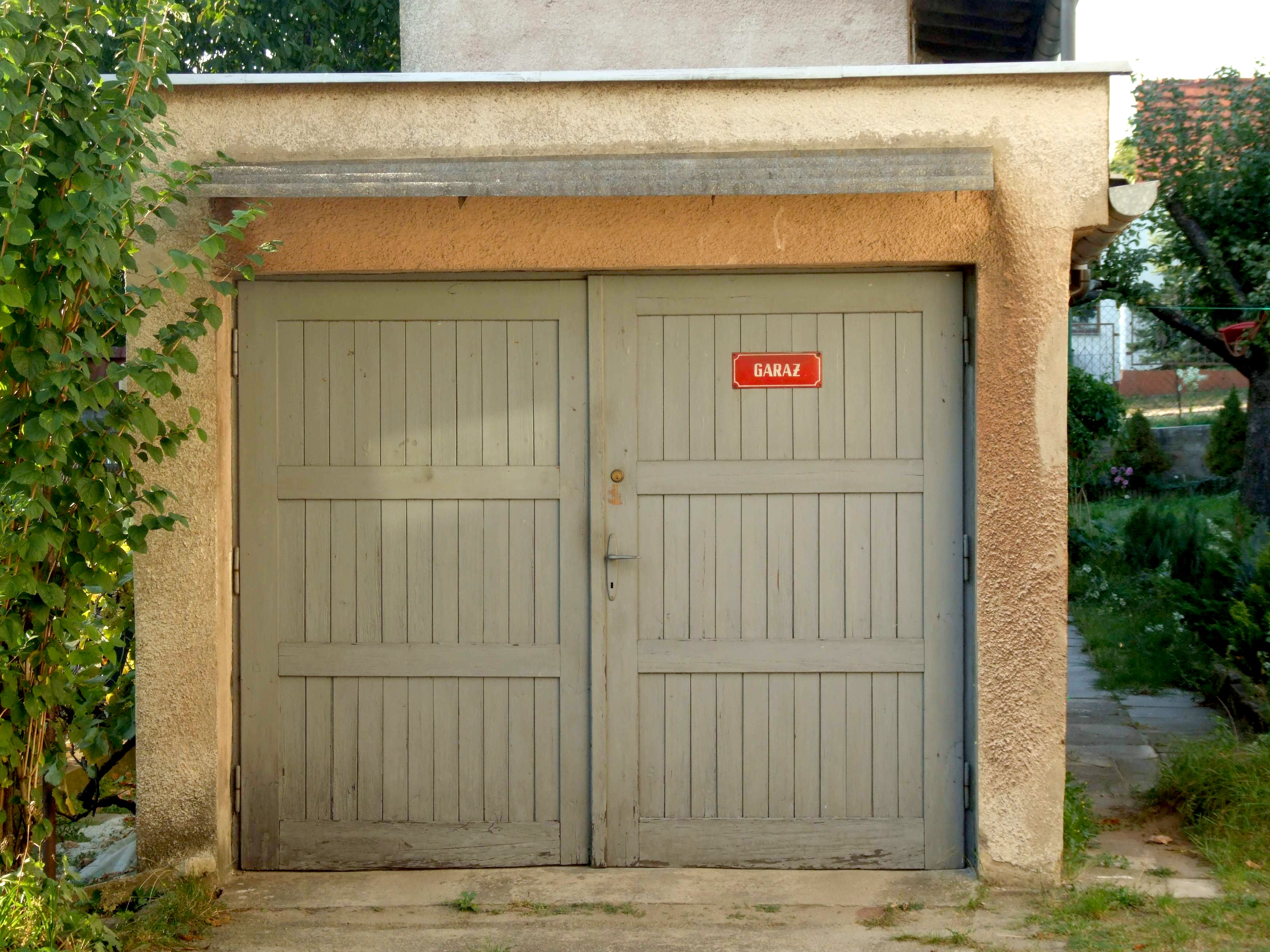
Garaż pojedynczy

Garaż – samodzielny obiekt budowlany lub część innego obiektu, przeznaczony do przechowywania i niezawodowej obsługi pojazdów mechanicznych.

## Funkcje garaży

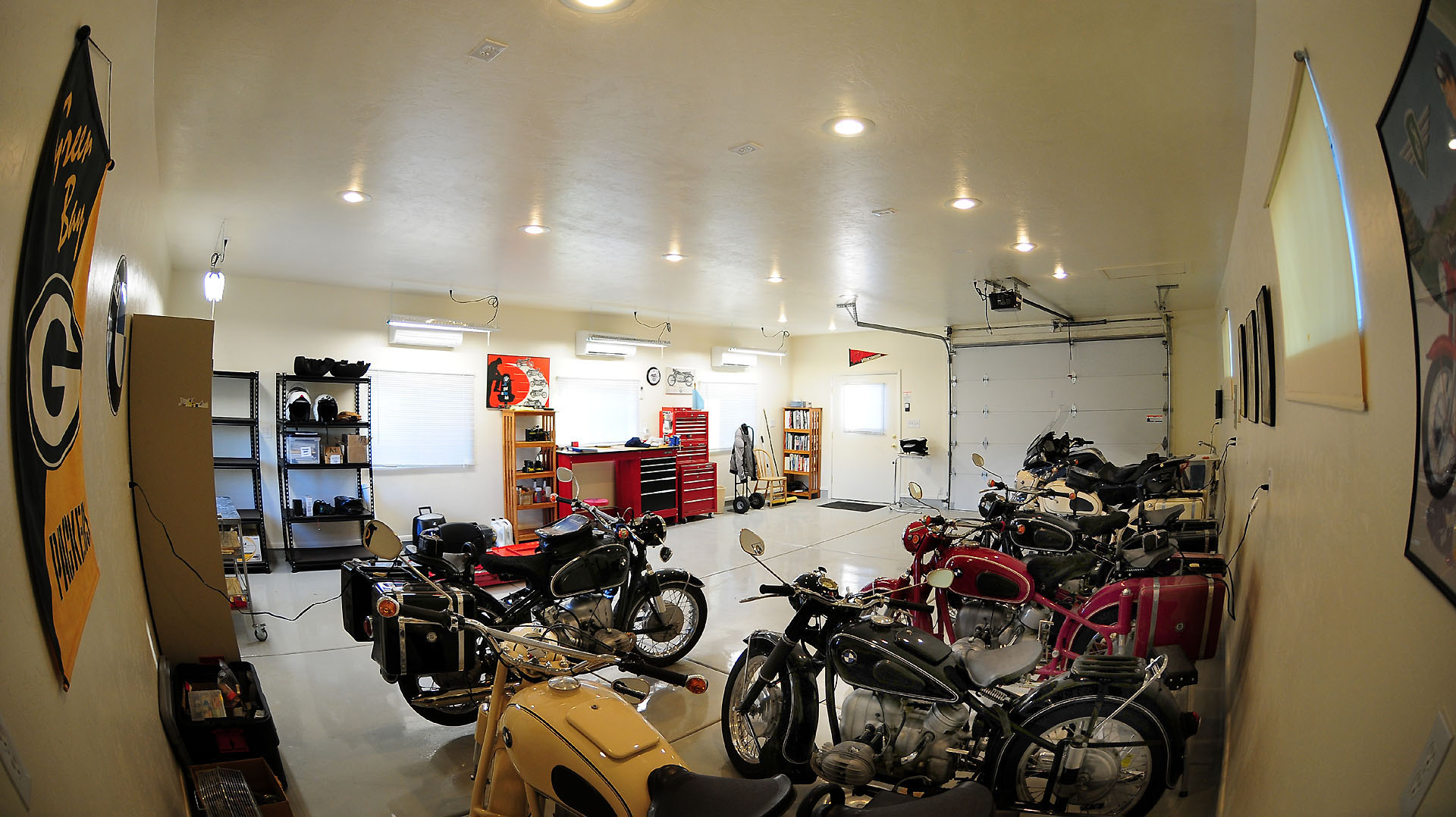
Przykładowe wnętrze garażu

Podstawową funkcją garażu jest możliwość przechowywania samochodu lub innego pojazdu mechanicznego (traktor, motocykl itd.). Taki sposób przechowywania samochodu zapewnia:
- utrudnienie ewentualnych prób kradzieży pojazdu lub elementów pojazdu i jego wyposażenia
- zabezpieczenie przed aktami wandalizmu
- ochrona przed czynnikami zewnętrznymi, w tym m.in. warunkami atmosferycznymi
- zapewnienie stałego miejsca do parkowania dla konkretnego pojazdu.

Dla inwestorów i samorządów terytorialnych garaże dają możliwość
- w przypadku garaży pod budynkami, garaży wielokondygnacyjnych i wielopoziomowych, także zapewnienie możliwości parkowania większej liczby samochodów, na tym samym obszarze gruntu, jest to szczególnie ważne w centrach miast, pod nowo powstającymi (najczęściej kondygnacji piwnic) budynkami
- dla właściciela garażu wielostanowiskowego – dochodowa działalność gospodarcza polegająca na wynajmie miejsc postojowych, lub prowadzenia parkingu płatnego w garażu wielostanowiskowym
- dla samorządów możliwość promocji komunikacji miejskiej i ograniczania ruchu w centrach miast, poprzez umożliwienie pozostawiania samochodów w garażach (lub parkingach) budowanych na peryferiach, przy węzłach przesiadkowych komunikacji miejskiej.

## Garaż jako obiekt budowlany
Garaż może być:
- wydzieloną częścią innego obiektu budowlanego (budynku, budowli)
- samodzielnym obiektem budowlanym czyli budynkiem lub budowlą, z wyłączną funkcją (przeznaczaniem) garażu.

Garaże buduje się jako:
- pomieszczenia zamknięte (z pełnym wydzieleniem przegrodami budowlanymi, w szczególności ścianami i zamykanymi otworami – okna, drzwi, bramy wjazdowe i wyjazdowe)
- przestrzeń częściowo otwarta, tzn. bez ścian zewnętrznych, ze ścianami niepełnymi bądź ażurowymi, także ewentualnie z niezadaszonym ostatnim poziomem przeznaczonym do parkowania.

Wymogi dotyczące budowy garaży zdefiniowane są w odpowiednim rozporządzeniu właściwego ministra wydanym na podstawie delegacji ustawowej zawartej w prawie budowlanym. Obecnie, dla garaży przeznaczonych dla samochodów osobowych, jest to rozporządzenie w sprawie warunków technicznych jakim powinny odpowiadać budynki i ich usytuowanie. W rozdz. 10 (§ 102 – § 108) tego rozporządzenia, określonych jest szereg wymogów dotyczących w szczególności wymiarów minimalnych poszczególnych elementów garażu, wentylacji, ochrony p.poż, oświetlenia, dojazdów i pochylni, stanowisk postojowych, i inne.

## Podział ze względu na liczbę miejsc postojowych
Wyróżnia się:
garaże jednostanowiskowesą to garaże przeznaczone do przechowywania jednego samochodu,
garaże wielostanowiskowesą to garaże z wieloma oznaczonymi miejscami postojowymi, spełniającymi wymogi dotyczące ich wymiarów, zapewniające możliwość parkowania więcej niże jednego pojazdu.
Liczba pojazdów, która może być zaparkowania w danym garażu ma istotny wpływ na wymagania zawarte w warunkach technicznych dotyczące budowy takich garaży. Przykładowo:
dla garaży jedno i dwu poziomowych przeznaczonych dla nie więcej niż 10 samochodówdopuszcza się pochylnie jednopasmową bez sygnalizacji świetlnej
dla garaży przeznaczonych dla nie więcej niż 25 samochodów na kondygnacjidopuszcza się pochylnie jednopasmową ale wymagana jest sygnalizacja świetlna kierująca ruchem pojazdów
dla garaży przeznaczonych dla więcej niż 25 samochodów na kondygnacjiwymaga się albo pochylni dwukierunkowej o szerokości co najmniej 5,5 m albo osobne pochylnie jednopasmowe do wjazdu i zjazdu, o szerokości co najmniej 2,7 m.

## Podział ze względu na liczbę poziomów parkowania
Ze względu na liczbę poziomów parkowania można wyróżnić:
garaż jednopoziomowywszystkie samochody parkują na jednym poziomie, poziom ten może być inny niż poziom terenu i wjazd do garażu może odbywać się przez np. pochylnie lub windę;
garaż wielopoziomowytaki garaż znajduje się na jednej kondygnacji budynku lub budowli, pojazdy parkuje się jednak na więcej niż jednym poziomie parkowania, zwykle 2 lub 3, poszczególne poziomy parkowania są zapewnione przez montaż w takim garażu odpowiednich urządzeń do parkowania, np. platform parkingowych;
garaż wielokondygnacyjnyto garaż w którym pojazdy są parkowane na więcej niż jednej kondygnacji budynku lub budowli.

## Formy własności
Formy własności garażu związane są z położeniem garażu w obrębie określonej nieruchomości oraz własności tej nieruchomości. W praktyce można spotkać następujące przypadki:
garaż jest częścią nieruchomości gruntowej lub budynkowej taki garaż stanowi własność właściciela (lub współwłasność kilku współwłaścicieli) nieruchomości, na której jest położony
garaż stanowi pomieszczenie przynależne do samodzielnego lokalu wyodrębnionego z nieruchomości wspólnej taki garaż stanowi własność właściciela lokalu, do którego przynależy, jako integralna część tego lokalu, zgodnie z ustawą o własności lokali
garaż stanowi samodzielny lokal o innym przeznaczeniu niż mieszkalny w tym przypadku, jak z każdym innym lokalem wyodrębnionym, z własnością garażu wiąże się udział w nieruchomości wspólnej, związana z odrębną własnością lokalu, a garaż może:
- być własnością jednego właściciela
- dla garażu wielostanowiskowego może stanowić współwłasność użytkowników („właścicieli”) poszczególnych miejsc postojowych
- dla garażu składającego się z pomieszczenia manewrowego i odrębnych pomieszczeń garażowych (wydzielonych boksów), mogą zostać zastosowane różne rozwiązania prawne, według uznania kontrahentów (stron umowy kupna-sprzedaży):
  - część manewrowa może być:
    - stanowić wraz z boksami jeden lokal stanowiący współwłasność (patrz wyżej)
    - częścią wspólną całej nieruchomości wspólnej
    - współwłasnością właścicieli boksów garażowych

  - boksy garażowe mogą być:
    - stanowić wraz z częścią manewrową, jeden lokal stanowiący współwłasność (patrz wyżej)
    - pomieszczeniami przynależnymi do lokali (patrz wyżej)
    - samodzilenymi lokalami (patrz wyżej).